# Космополіт (готель)
«Космополі́т» (англ. Cosmopolit) — чотиризірковий арт-готель, що розташований у Харкові. Має 29 номерів категорії «Люкс». Один з двох готелів у Харкові мережі «Premier Hotels and Resorts» та один з офіційних готелів Євро-2012.
Відкритий як чотиризірковий. Наприкінці серпня 2009 року готель отримав п'ятизірковий статус, але наразі знов в ряду чотиризіркових.

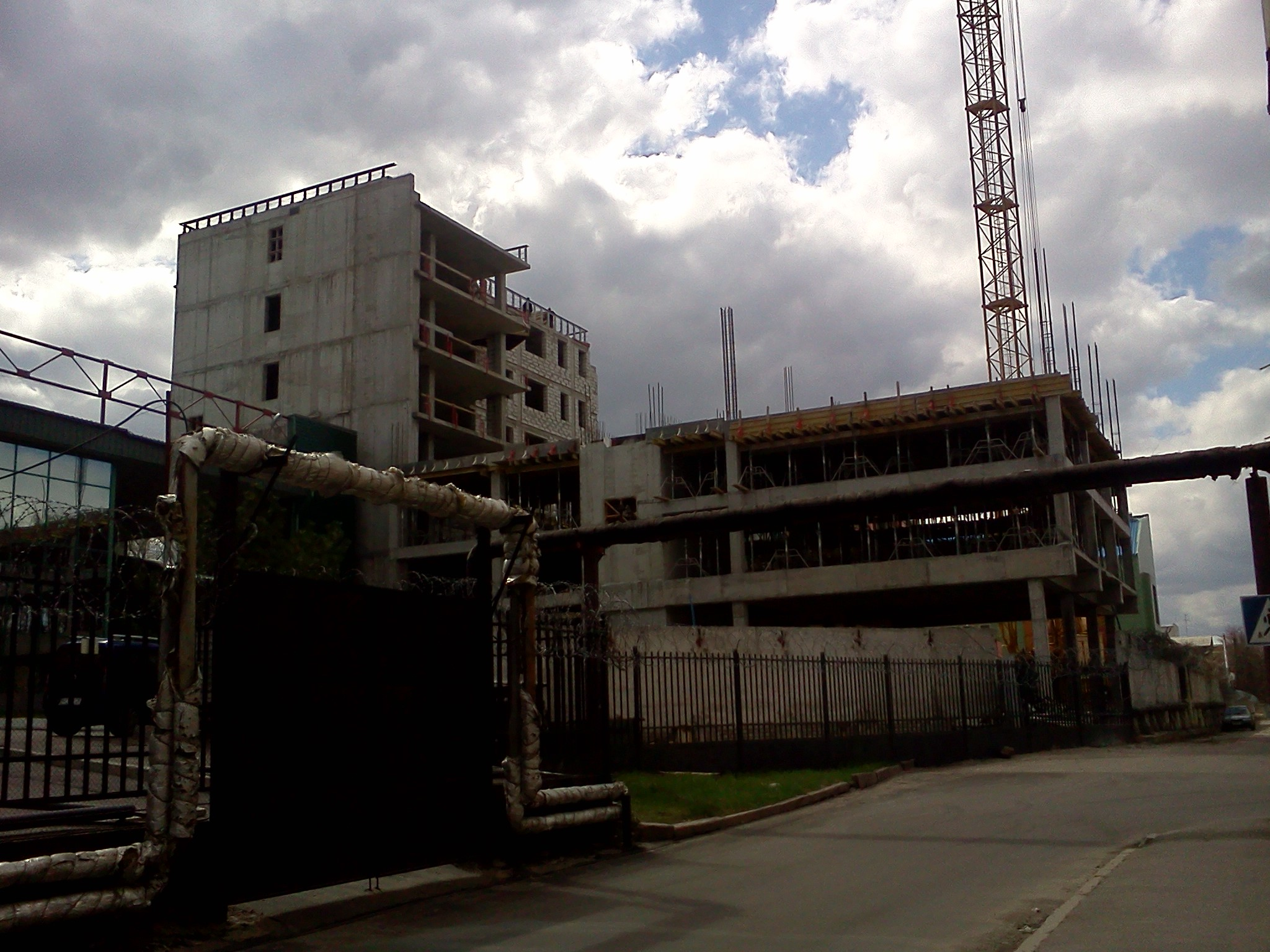
Будівництво нового корпусу.

Готель розпочав будівництво нового будинку ще на 60 номерів.